# World Games 2025/Teilnehmer (Kuba)
| Gelbes Symbol für Goldmedaillen mit stilisierten Olympischen Ringen | Graues Symbol für Silbermedaillen mit stilisierten Olympischen Ringen | Braundes Symbol für Bronzemedaillen mit stilisierten Olympischen Ringen |
| ------------------------------------------------------------------- | --------------------------------------------------------------------- | ----------------------------------------------------------------------- |
| —                                                                   | 1                                                                     | —                                                                       |

Kuba nahm an den World Games 2025 mit einem Athleten teil.

## Medaillen

### Medaillenspiegel
| Rang   | Sportart    | Gold | Silber | Bronze | Gesamt |
| ------ | ----------- | ---- | ------ | ------ | ------ |
| 1      | Freitauchen | —    | 1      | —      | 1      |
| Gesamt | Gesamt      | 0    | 1      | 0      | 1      |

### Medaillengewinner
| Name/n          | Sportart    | Wettkampf                    |
| --------------- | ----------- | ---------------------------- |
| Silber          |             |                              |
| Rolando Salgado | Freitauchen | Streckentauchen ohne Flossen |

## Teilnehmer nach Sportarten

### Unterwassersport

#### Freitauchen
Männer
- Rolando Salgado (Streckentauchen ohne Flossen,  Silber; Streckentauchen mit Flossen DSQ)